# Liste des gouverneurs de Tchoukotka
 (août 2014).
Si vous disposez d'ouvrages ou d'articles de référence ou si vous connaissez des sites web de qualité traitant du thème abordé ici, merci de compléter l'article en donnant les références utiles à sa vérifiabilité et en les liant à la section « Notes et références ».
Le gouverneur de Tchoukotka est le chef du pouvoir exécutif du district autonome de Tchoukotka en Russie. Le gouverneur est également le président du Conseil des ministres du district.

## Gouverneurs de Tchoukotka (depuis 1991)
| No | Portrait | Nom                                       | Début de mandat  | Fin de mandat              |
| -- | -------- | ----------------------------------------- | ---------------- | -------------------------- |
| 1  |          | Aleksandr Nazarov (né le 24 février 1951) | 10 décembre 1991 | 24 décembre 2000           |
| 2  |          | Roman Abramovitch (né le 24 octobre 1966) | 24 décembre 2000 | 3 juillet 2008 démissionne |
| 3  |          | Roman Kopine (né le 5 mars 1974)          | 24 juillet 2008  | 15 mars 2023               |
| 4  |          | Vladislav Kouznetsov                      | 15 mars 2023     | en cours                   |

## Mode de désignation
Le gouverneur de Tchoukotka est nommé par le parlement de Tchoukotka (douma). Il préside le conseil des ministres de Tchoukotka.
Le gouverneur n'est plus élu par les habitants du district mais désigné par le président de la fédération de Russie puis confirmé ultérieurement par la législature locale (loi de septembre 2004).
En 2004, cette loi avait été supprimée puis avait été remise en vigueur par Vladimir Poutine.
Il est donc nommé par le président russe après accord du parlement régional.

## Mandat
Le gouverneur de Tchoukotka est élu tous les cinq ans au suffrage universel indirect. Son mandat débute le lendemain de l'élection. Il ne peut se représenter que pour un seul second mandat consécutif.

## Résidences
La principale résidence de travail du gouverneur de Tchoukotka est le « Palais du gouverneur » à Anadyr, la capitale du district. Il peut aussi utiliser d'autres résidences dans le district.